# Rob Conway
Rob Conway, geboren als Robert Thomas Conway (Atlantic City (New Jersey), 28 november 1972) is een Amerikaans professioneel worstelaar. Conway worstelde zeven jaar lang voor de World Wrestling Entertainment (WWE).

## Professioneel worstelcarrière
Conway begon zijn carrière in Memphis Championship Wrestling (MCW) en Ohio Valley Wrestling (OVW), vormde een tag team met Nick Dinsmore onder de namen Limited Edition (MCW), de Borkcin Brothers en de Lords of the Ring (OVW). Als de Lords of the Ring, wonnen Conway en Dinsmore 10 keer het OVW Southern Tag Team Championship en wonnen ze ook een keer het MCW North American Tag Team Championship. Op 28 februari 1999 won Conway voor de eerste keer het OVW Heavyweight Championship door zijn partner Dinsmore te verslaan, maar verloor de titel een week later alweer. Conway won later 3 keer het OVW Southern Tag Team Championship.

### World Wrestling Federation/World Wrestling Entertainment (2000-2007)
Op 20 mei 2000 maakte Conway zijn debuut op World Wrestling Federation (WWF) in een aflevering van Jakked/Metal en werd verslagen door Bull Buchanan. In de daaropvolgende drie jaar verscheen Conway in diverse oefen wedstrijden tijdens Velocity en Sunday Night Heat. Hij verloor van verscheidene worstelaars zoals A-Train, Randy Orton en The Hurricane.
In 2003 vergezelde Conway de stable La Résistance en hij maakte met dit team hun debuut op Raw. De andere leden waren Sylvain Grenier en René Duprée. Toen Dupreé naar SmackDown! ging, bleef Conway bij het team en worstelde later samen met Grenier als tag team. Het duo, Conway en Grenier, wonnen drie keer het World Tag Team Championship.
In 2005, gingen Conway en Grenier solo verder en werd het team, La Résistance opgeheven. Ze namen deel aan een Triple Threat match tegen Intercontinental Champion Shelton Benjamin voor de titel. Benjamin won de match nadat de ex-La Résistance-leden ruzie hadden gemaakt en vervolgens tegen elkaar vochten. Op 30 juni 2005 werd Grenier op het laatste moment door de Draft 2005 naar SmackDown! gestuurd. Conway bleef bij RAW, waar hij verder solo ging worstelen.
In 2007 maakte Conway een verrassende verschijning op OVW, teamde samen met Grenier om hun oude stable, La Résistance opnieuw te vormen. Het hervormde team versloeg Cody Runnels en Shawn Spears voor een No.1 positie voor de OVW Southern Tag Team-titels. Het team verloor alsnog de titelmatch. Na maandenlang te hebben verloren verscheen Conway tijdens de RAW-editie van 1 januari 2007. Conway gaf daar zijn "New Year's resolution" op en zwoer dat hij geen enkele andere match meer zou verliezen, anders zou hij RAW verlaten. Zijn opponent was de Intercontinental Champion Jeff Hardy. De match duurde maar 21 seconden, waar Conway na een pin werd uitgeteld. Na de match betrad WWE-voorzitter Vince McMahon de ring en ontsloeg hem. Op 11 mei 2007 werd Conway officieel ontslagen van zijn WWE-contract. 

## In het worstelen
- Finishers
  - Ego Trip - WWE
  - Iron Fist - OVW

- Signature moves
  - DDT
  - Neckbreaker slam

- Managers
  - Kenny Bolin
  - Nikita Fink
  - Jackie Gayda
  - Linda Miles
  - Sherri Martel
  - Victoria
  - Sam McCoy
  - Battle Baxter

- Bijnamen
  - "The Iron Man"
  - "The Submissionary"
  - "The Con Man"

- Entree thema's
  - "Hendrix Bleeds" van Alec Williams & Chieli Minucci
  - "Just Look at Me" van Jim Johnston

## Prestaties
- Music City Wrestling
  - MCW North American Tag Team Championship (1 keer met Nick Dinsmore)

- Northern Championship Wrestling
  - NCW Tag Team Championship (1 keer met Sylvain Grenier)

- Ohio Valley Wrestling
  - OVW Heavyweight Championship (4 keer)
  - OVW Southern Tag Team Championship (11 keer; Nick Dinsmore (10x) en Pat Buck (1x))

- World Wrestling Entertainment
  - World Tag Team Championship (3 keer met Sylvain Grenier)